# Antarctica
Antarctica (v originále אנטארקטיקה) je izraelský hraný film z roku 2008, který režíroval Yair Hochner podle vlastního scénáře. Film popisuje osudy několika mladých lidí z Tel Avivu, kteří se snaží najít si partnera.

## Děj
Omer je gay. Pracuje v knihovně a bude mít za dva dny 30. narozeniny. Bydlí se svou mladší sestrou Shirley, která je lesba a pracuje jako servírka v baru. Ta chodí s majitelkou kavárny Michalou. Omarův kamarád Miki pracuje v butiku. Ani jeden z nich nemá partnera, takže si dohodnou přes internet rande na slepo. Omer se seznámí se studentem tance Dannym a Miki poznává novináře Ronena, který se právě vrátil z Londýna. Ronen prozatím bydlí u svého bývalého přítele, kterým je Danny. Zatímco Omerovi se zdá, že Danny je pro něho příliš mladý, byli spolu pouze v kině, Miki a Ronen spolu stráví noc. Druhého dne Ronan dělá interview s úspěšnou spisovatelkou Matildou Rose, která mu prozradí, že je v kontaktu s mimozemšťany a pozve ho na setkání s dalšími takovými lidmi. Ronan si jde do knihovny zjistit informace o UFO a seznamuje se tak s Omerem. Pozve ho, ať jde s ním na setkání. Po jeho skončení Omer zve Ronena k sobě, ale ten odmítá, protože včera poznal někoho a už má s ním už dohodnuté rande. Omer kontaktuje Dannyho, který s ním jde na rande. Nicméně o Dannyho má zájem jeho bývalý partner Boaz, se kterým chodil před třemi lety. Omerova matka Shoshana chce synovi přichystat oslavu, takže pozve také Mikiho, který chce s sebou vzít Ronera. Na oslavu je pozvaná i Shirley, ačkoliv ji matka stále nemůže zapomenout, že zrušila svatbu a chce cestovat po světě, speciálně do Antarktidy. Druhý den večer se koná oslava. Dorazí Shirley s Michalou a Miki s Ronenem. Když přijde Omer, je překvapený, že zde potkává Ronena a oba si uvědomí, že mají mnoho společného. Danny jde za Boazem, ale najde ho s jiným mužem. Miki se nejprve zlobí na Omera, že mu přebral Ronena, ale poté začne chodit s Dannym.

## Obsazení
| Tomer Ilan       | Omer             |
| Lucy Dubinchik   | Shirley          |
| Guy Zoaretz      | Ronen            |
| Yuval Raz        | Miki             |
| Jiftach Mizrahi  | Danny            |
| Ofer Regirer     | Boaz             |
| Oshri Sahar      | Eitan            |
| Jael Deckelbaum  | Jael             |
| Liat Ekta        | Michal           |
| Shirli Salomon   | Shirli           |
| Noam Huberman    | Shoshana / Amram |
| Rivka Neuman     | Matilda Rose     |
| Dvir Benedek     | Tzachy           |
| Dina Limon       | paní Abramovič   |
| Tamar Jerushalmi | Suzi             |